# Vera Farmiga
Vera Ann Farmiga (Clifton, Nueva Jersey; 6 de agosto de 1973), conocida como Vera Farmiga, es una actriz, productora, directora, bailarina y cantante estadounidense. En 2009, recibió varias nominaciones por su actuación en la película Up in the Air, entre ellas, la nominación a un Óscar y un Globo de Oro.

## Biografía

### Primeros años
Vera Farmiga nació en Clifton, Nueva Jersey, de padres inmigrantes ucranianos. Es la segunda de siete hermanos, entre ellos la actriz Taissa Farmiga, conocida entre otras cosas por protagonizar la serie American Horror Story. No habló inglés hasta los seis años y recibió una estricta educación en un hogar católico ucraniano. En su juventud estudió piano y baile. Estuvo de gira con una compañía de bailes folclóricos ucranianos.
Tras graduarse de la escuela preparatoria en 1991, soñaba con ser optometrista, pero cambió de opinión para estudiar interpretación en la Universidad de Syracuse.

### Carrera
En 1996, realizó su debut teatral en Broadway con la obra Taking Sides. En 1997, realizó su debut en televisión con la serie de aventuras Roar, junto a Heath Ledger.
En 1998, debutó en el cine con el drama Return to Paradise. En 2004, logró el premio a la mejor actriz en el Festival de Cine de Sundance y el premio a la mejor actriz de la Crítica de Los Ángeles por Down to the Bone.
Fue la protagonista de la saga The Conjuring interpretando a la médium y clarividente Lorraine Warren en la primera, segunda y tercera película.
El 25 de octubre de 2024 Vera debutó como Cantante con su banda de metal alternativo llamada The Yagas, con un sonido que recuerda a bandas del estilo como Lacuna Coil. El primer sencillo se tituló "The Crying Room",su segundo sencillo "She's Walking Down" y el último sencillo "Life of a Widow"

### Vida privada
Farmiga conoció al actor francés Sebastian Roché mientras protagonizaban juntos la serie televisiva Roar. Se casaron en 1997, se separaron en 2004 y finalmente se divorciaron en 2005.
Farmiga se casó con el músico y carpintero Renn Hawkey en una ceremonia privada en septiembre de 2008, tras cuatro años de noviazgo. El 15 de enero de 2009, Farmiga dio a luz un niño, Fynn McDonnell Hawkey, el primer hijo de la pareja, y el 4 de noviembre de 2010 nació su segunda hija, Gytta Lubov Hawkey.
La familia estuvo viviendo en Nueva York y luego se mudaron a Vancouver, Canadá, cuando Farmiga comenzó a trabajar en la serie Bates Motel.
Farmiga es cristiana no confesional; en una entrevista de a Christianity Today, declaró: 

Crecí en una familia católica ucraniana, la fe de mi familia. Mi padre me inculcó ... a definir a Dios, a definir la santidad para mí. Esa fue la lección número uno para nosotros. No pertenezco a una Iglesia en particular, pero soy alguien que podría entrar en cualquier lugar de culto, y tener una correspondencia directa».

## Filmografía

### Cine
| Año  | Título                         | Papel               | Notas                    |
| ---- | ------------------------------ | ------------------- | ------------------------ |
| 1998 | Return to Paradise             | Kerrie              |                          |
| 2000 | Otoño en Nueva York            | Lisa Tyler          |                          |
| 2001 | 15 minutos                     | Daphne Handlova     |                          |
| 2001 | Blancanieves                   | Reina Josephine     | Película para televisión |
| 2001 | Dust                           | Amy                 |                          |
| 2001 | The Opportunists               | Miriam Kelly        |                          |
| 2002 | Love in the Time of Money      | Greta               |                          |
| 2003 | Dummy                          | Lorena              |                          |
| 2004 | Iron Jewed Angels              | Ruza Wenclawska     | Película para televisión |
| 2004 | Down to the Bone               | Irene               |                          |
| 2004 | The Manchurian Candidate       | Jocelyne Jordan     |                          |
| 2004 | Mind the Gap                   | Allison Lee         |                          |
| 2005 | The Hard Easy                  | Dra. Charlie Brooks |                          |
| 2005 | Neverwas                       | Eleana              |                          |
| 2006 | Running Scared                 | Teresa Gazelle      |                          |
| 2006 | Breaking and Entering          | Oana                |                          |
| 2006 | The Departed                   | Madolyn Madden      |                          |
| 2007 | Joshua                         | Abby Cairn          |                          |
| 2007 | Never Forever                  | Sophie Lee          |                          |
| 2007 | In Tranzit                     | Natalia             |                          |
| 2008 | Quid Pro Quo                   | Fiona               |                          |
| 2008 | Nothing but the Truth          | Erica Van Doren     |                          |
| 2008 | The Boy in the Striped Pyjamas | Elsa                |                          |
| 2009 | Orphan                         | Kate Coleman        |                          |
| 2009 | Up in the Air                  | Alex Goran          |                          |
| 2009 | The Vintner's Luck             | Baronesa Aurora     |                          |
| 2011 | Source Code                    | Colleen Goodwin     |                          |
| 2011 | Higher Ground                  | Corinne             | Directora                |
| 2012 | Safe House                     | Catherine Linklater |                          |
| 2012 | Goats                          | Wendy               |                          |
| 2012 | Henry's Crime                  | Julie               |                          |
| 2013 | The Conjuring                  | Lorraine Warren     |                          |
| 2013 | Middleton                      | Edith               |                          |
| 2014 | Closer to the Moon             | Alice               |                          |
| 2014 | The Judge                      | Samantha            |                          |
| 2015 | The Locals                     | Lillian Goldberg    |                          |
| 2016 | Special Correspondents         | Eleanor Finch       |                          |
| 2016 | The Conjuring 2                | Lorraine Warren     |                          |
| 2018 | La monja                       | Lorraine Warren     |                          |
| 2018 | Boundaries                     | Laura               |                          |
| 2018 | The Front Runner               | Oletha "Lee" Hart   |                          |
| 2018 | El pasajero                    | Joanna              |                          |
| 2019 | Annabelle Comes Home           | Lorraine Warren     |                          |
| 2019 | Godzilla: King of the Monsters | Dra. Emma Russell   |                          |
| 2019 | Captive State                  | Jane Doe            |                          |
| 2021 | The Many Saints of Newark      | Livia Soprano       |                          |
| 2021 | The Conjuring 3                | Lorraine Warren     |                          |
| 2023 | La monja II                    | Lorraine Warren     |                          |
| 2023 | Origin                         | Kate                |                          |
| 2023 | Ezra                           | Grace               |                          |

### Televisión
| Año         | Título                | Rol                    | Notas                                  |
| ----------- | --------------------- | ---------------------- | -------------------------------------- |
| 1997        | Roar                  | Kathleen               | 11 episodios                           |
| 1998        | Law & Order           | Lindsay Carson         | Episodio: "Expert"                     |
| 1998        | Trinity               |                        | Episodio: "In Loco Parentis"           |
| 2001 - 2002 | UC: Undercover        | Alex Cross             | 11 episodios                           |
| 2004        | Touching Evil         | Detective Susan Branca | 12 episodios                           |
| 2013-2017   | Bates Motel           | Norma Bates            | Protagonista / productora 48 episodios |
| 2017        | Electric Dreams       | La Candidata           | Episodio: "Kill All Others"            |
| 2019        | When They See Us      | Elizabeth Lederer      | Miniserie 2 episodios                  |
| 2021        | Halston               | Adele                  | Miniserie, Netflix                     |
| 2021        | Hawkeye               | Eleanor Bishop         | Miniserie, Disney+                     |
| 2022        | Five Days at Memorial | Dra. Anna Pou          | Miniserie, Apple TV+                   |

## Premios y nominaciones
Premios Óscar
| Año  | Categoría               | Película      | Resultado |
| ---- | ----------------------- | ------------- | --------- |
| 2010 | Mejor Actriz de Reparto | Up in the Air | Candidata |

Premios BAFTA
| Año  | Categoría               | Película      | Resultado |
| ---- | ----------------------- | ------------- | --------- |
| 2010 | Mejor Actriz de Reparto | Up in the Air | Candidata |

Premios Globo de Oro
| Año  | Categoría               | Película      | Resultado |
| ---- | ----------------------- | ------------- | --------- |
| 2010 | Mejor Actriz de Reparto | Up in the Air | Candidata |

Premios del Sindicato de Actores
| Año  | Categoría               | Película      | Resultado |
| ---- | ----------------------- | ------------- | --------- |
| 2010 | Mejor Actriz de Reparto | Up in the Air | Candidata |

British Independent Film Awards
| Año  | Categoría    | Película                       | Resultado |
| ---- | ------------ | ------------------------------ | --------- |
| 2008 | Mejor Actriz | El niño con el pijama de rayas | Ganadora  |